# Aeroporto de Divinópolis
O Aeroporto de Divinópolis / Brigadeiro Antônio Cabral (IATA: DIQ - ICAO: SNDV) é o mais importante Aeroporto da Região Centro-oeste de Minas Gerais. Fica localizado na Av. Marcio Notini, nº 100, em Divinópolis. Com uma pista de 1540 Metros e com trinta Metros de largura, com iluminação noturna e balizamento noturno. O Aeroporto é de suma importância para o desenvolvimento econômico da região por possuir indústrias têxteis, de calçados e de fogos de artifício.

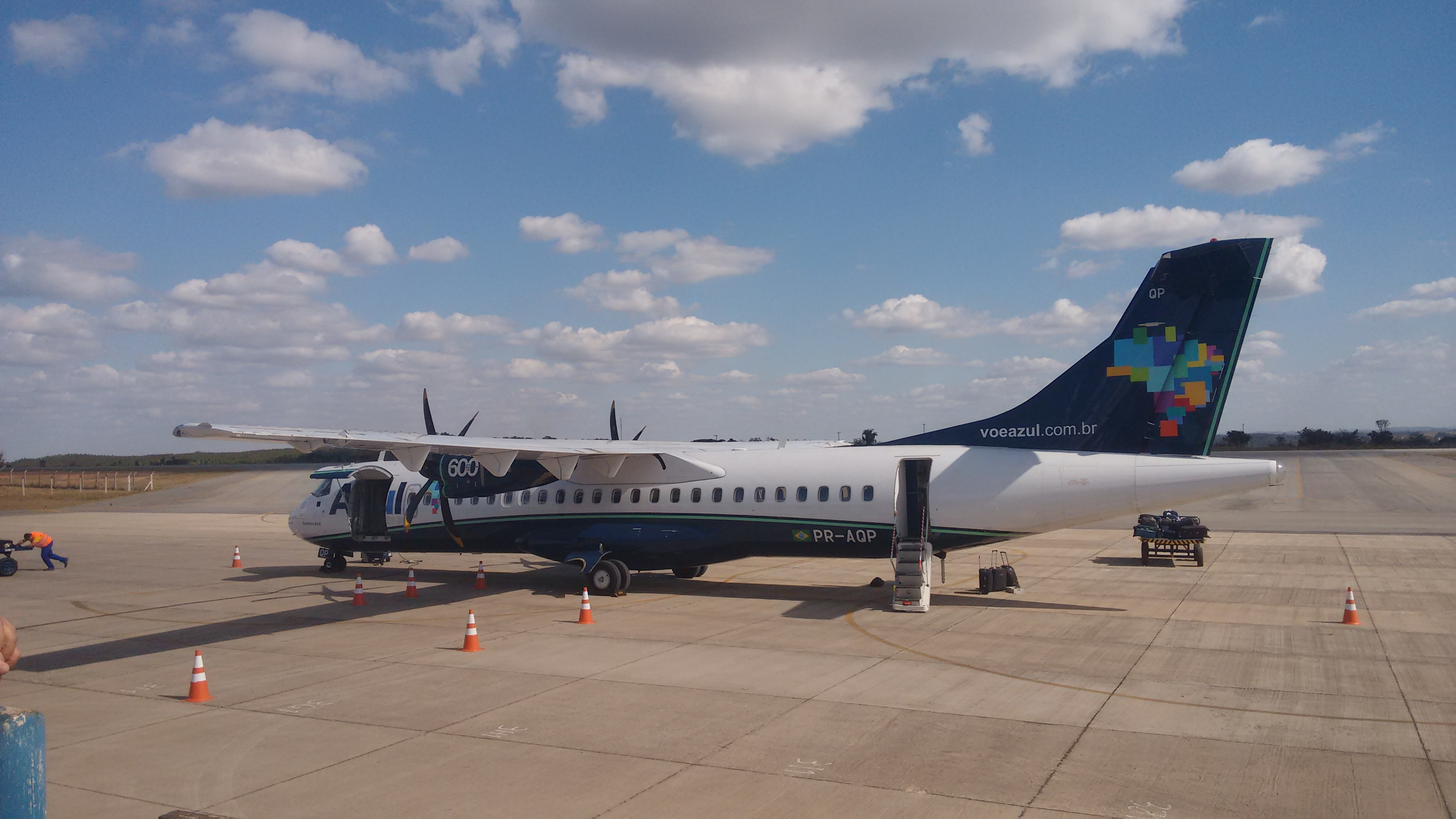
ATR-72 600 da Azul Linhas Aéreas no Aeroporto, em julho de 2015.

## Reforma
O Aeroporto recebeu nos últimos anos 12 milhões de reais para a sua reforma, que foram concluídas no primeiro semestre de 2015. No final de abril, recebeu equipamentos que permitisse seu funcionamento bem como o caminhão de combate a incêndio, que era uma exigência da Anac para a liberação do Aeroporto para voo comercial regular. No início de maio, recebeu a liberação da Anac para seu funcionamento regular de passageiros. Também no mesmo período (maio/15), a Azul Linhas Aéreas demonstrou interesse em operar no aeroporto, que recebeu a autorização no início de junho.